# Міле Стерйовський
Міле Стерйовський (англ. Mile Sterjovski, нар. 27 травня 1979, Вуллонгонг) — австралійський футболіст македонського походження, що грав на позиції правого півзахисника або на позиції другого нападника.
Стерйовський виступав на молодіжному рівні в клубах «Вуллонгонг Вулвз» та АІС, допоки не дебютував за дорослу команду «Вуллонгонг Вулвз» у Національній Футбольній Лізі. Також виступав на батьківщині в клубах «Вуллонгонг Юнайтед», «Сідней Юнайтед» та «Парраматта Пауер», після цього Міле переїхав за кордон, до французького «Лілля». Виступав також у Швейцарії («Базель») та Туреччині («Хасеттепе»), допоки не приєднався до «Дербі Каунті» в англійській Прем'єр-лізі. Зрештою повернувся в Австралію, де виступав у «Перт Глорі» та «Сентрал-Кост Марінерс» з A-Ліги, між виступами в цих клубах грав у «Далянь Аербін» з Китайської Суперліги.
З 2000 по 2010 роки виступав за національну збірну Австралії, зігравши 48 матчів (3 голи), в тому числі провів 3 поєдинки в футболці австралійців Чемпіонат світу 2006 року та відзначився хет-триком у воротах Таїті.

## Клубна кар'єра

### Молодіжні клуби
Народився 27 травня 1979 року в місті Вуллонгонг. На молодіжному рівні розпочинав виступати в Молодіжному футбольному клубі «Вуллонгонг Олімпік» та Молодіжному футбольному клубі «Лейк Гайт».

### Ранні роки
Дорослу футбольну кар'єру розпочав у 1996 році у клубі «Вуллонгонг Вулвз», а пізніше — у «Вуллонгонг Юнайтед». Проте став відомим завдяки виступам у «Сідней Юнайтед» та «Парраматта Пауер».

### Лілль
За три сезони у Національній Футбольній Лізі Стерйовський відзначився 31 голом у 68-ми матчах, чим привернув до себе увагу «Лілля» з Ліги 1. У французькому клубі відіграв 4 сезони, після чого перейшов до «Базеля».

### Базель
У складі «Базеля» відіграв 3 сезони. Під час свого першого сезону на Санкт-Якоб Парк став переможцем швейцарської Суперліги, а під час другого сезону — був частиною команди, яка дійшла до 1/4 фіналу кубку УЄФА. Влітку 2007 року переїхав до Туреччини.

### Генчлербірлігі
2 вересня 2007 року Стерйовський відзначився дебютним голом у першому матчі в складі свого нового клубу Генчлербірлігі ОФТАШ (зараз команда виступає під наззвою Спортивний клуб ««Хасеттепе»») проти «Фенербахче».

### Дербі Каунті
9 січня 2008 року Стерйовський оголосив, що планує залишити Туреччину через осбисті причини, які пов'язані з його родиною. Також він оголосив, що веде переговори з представником англійської Прем'єр-ліги «Дербі Каунті» й він 24 січня 2008 року, оддразу ж після вирішення проблеми з отриманням робочої візи, приєднається до команди. Дебютував за англійський клуб у програному (0:3) поєдинку проти «Тоттенгема», після цього наприкінці сезону почав регулярно виходити на поле, переважно на позиції правого атакувального півзахисника.
Протягом 2008—2012 років захищав кольори клубів «Дербі Каунті», «Перт Глорі» та «Далянь Аербін».
Завершив професійну ігрову кар'єру у клубі «Сентрал-Кост Марінерс», за команду якого виступав протягом 2012—2014 років.

## Виступи за збірні
Протягом 1999–2000 років залучався до складу молодіжної збірної Австралії. На молодіжному рівні зіграв у 13 офіційних матчах, забив 3 голи.
2000 року дебютував у складі національної збірної Австралії проти Шотландії. Був викликаний до табору національної збірної для участі в Чемпіонаті світу з футболу 2006 року в Німеччині. В рамках підготовки до турніру, зіграв у товариському матчі проти Греції на «Мельбурн Крікет Гроунд», а також зіграв у переможному (3:1) матчі проти Ліхтенштейну відзначився першим голом за австралійську команду. У фінальній частині турніру зіграв проти Бразилії та Хорватії.
Стерйовський був викликаний до збірної на перший груповий матч проти Оману в рамках Кубку Азії 2007 року, австралійці зіграли в нічию (1:1), а Міле вийшов на пле на 46-ій хвилині. Проте після цього гравець захворів та змушений був пропустити решту турніру. Стерйовський відзначився голом у товариському поєдинку проти Гани на «Сіднейському футбольному стадіоні», але на 85-ій хвилині отримав другу жовту картку за фол проти Річарда Ману. Ще одним голом у футболці національної збірної відзначився 20 серпня в нічийному (2:2) товариському матчі проти ПАР. 10 червня 2009 року Стерйовський відзначився 9-им голом в переможному для австралійців (2:0) поєдинку проти Бахрейну на стадіоні АНЗ в Сіднеї, для Міле це був 41-ий матч у футболці національної збірної. Протягом кар'єри у збірній Австралії, яка тривала 11 років, провів у формі головної команди країни 43 матчі, забивши 8 голів. 
Окрім цього в складі збірної був учасником розіграшу Кубка конфедерацій 2001 року в Японії і Південній Кореї, кубка націй ОФК 2004 року в Австралії, здобувши того року титул переможця турніру, розіграшу Кубка конфедерацій 2005 року у Німеччині.

## Особисте життя
За походженням — македонець. Разом з дружиною Шерон виховує двох синів та одну доньку: Люка, Сонні та Лілі.

## Статистика виступів

### Клубна (А-ліга)
Станом на 16 березня 2014
| Клуб                    | Сезон            | Ліга  | Ліга | Фінали | Фінали | Азія  | Азія | Загалом | Загалом |
| Клуб                    | Сезон            | Матчі | Голи | Матчі  | Голи   | Матчі | Голи | Матчі   | Голи    |
| ----------------------- | ---------------- | ----- | ---- | ------ | ------ | ----- | ---- | ------- | ------- |
| «Перт Глорі»            | 2009–10          | 22    | 6    | 1      | 0      | -     | -    | 23      | 6       |
| «Перт Глорі»            | 2010–11          | 23    | 5    | -      | -      | -     | -    | 23      | 5       |
| «Перт Глорі»            | 2011–12          | 17    | 4    | 0      | 0      | -     | -    | 17      | 4       |
| «Перт Глорі»            | Загалом          | 62    | 15   | 1      | 0      | 0     | 0    | 63      | 15      |
| «Сентрал-Кост Марінерс» | 2012–13          | 19    | 1    | 2      | 0      | 5     | 0    | 26      | 1       |
| «Сентрал-Кост Марінерс» | 2013–14          | 23    | 3    | -      | -      | 1     | 2    | 24      | 5       |
| «Сентрал-Кост Марінерс» | Загалом          | 42    | 4    | 2      | 0      | 1     | 2    | 45      | 6       |
| загалом у А-Лізі        | загалом у А-Лізі | 104   | 19   | 3      | 0      | 6     | 2    | 113     | 21      |

### Клубна (Китайська Суперліга)
(Станом на 24 червня 2012 року)
| Сезон   | Клуб            | Ліга                | Ліга  | Ліга | Кубок Китаю | Кубок Китаю | Кубок Суперліги | Кубок Суперліги | Азія  | Азія | Загалом | Загалом |
| Сезон   | Клуб            | Ліга                | Матчі | Голи | Матчі       | Голи        | Матчі           | Голи            | Матчі | Голи | Матчі   | Голи    |
| ------- | --------------- | ------------------- | ----- | ---- | ----------- | ----------- | --------------- | --------------- | ----- | ---- | ------- | ------- |
| 2012    | «Далянь Аербін» | Китайська Суперліга | 14    | 0    | 0           | 0           | -               | -               | -     | -    | 14      | 0       |
| Загалом | Загалом         | Загалом             | 14    | 0    | 0           | 0           | 0               | 0               | 0     | 0    | 14      | 0       |

## Матчі в збірній
| національна збірна Австралії | національна збірна Австралії | національна збірна Австралії |
| Матчі                        | Роки                         | Голи                         |
| ---------------------------- | ---------------------------- | ---------------------------- |
| 2000                         | 1                            | 0                            |
| 2001                         | 2                            | 0                            |
| 2002                         | 0                            | 0                            |
| 2003                         | 2                            | 0                            |
| 2004                         | 10                           | 3                            |
| 2005                         | 4                            | 0                            |
| 2006                         | 9                            | 1                            |
| 2007                         | 5                            | 1                            |
| 2008                         | 6                            | 2                            |
| 2009                         | 2                            | 1                            |
| 2010                         | 2                            | 0                            |
| Загалом                      | 43                           | 8                            |

### Голи за збірну
| # | Дата           | Місце                                        | Суперник    | Рахунок | Результат | Змагання             |
| - | -------------- | -------------------------------------------- | ----------- | ------- | --------- | -------------------- |
| 1 | 31 травня 2004 | Гіндмарш, Аделаїда, Австралія                | Таїті       | 5-0     | 9-0       | Кубок націй ОФК 2004 |
| 2 | 31 травня 2004 | Гіндмарш, Аделаїда, Австралія                | Таїті       | 6-0     | 9-0       | Кубок націй ОФК 2004 |
| 3 | 31 травня 2004 | Гіндмарш, Аделаїда, Австралія                | Таїті       | 7-0     | 9-0       | Кубок націй ОФК 2004 |
| 4 | 7 червня 2006  | Донауштадіон, Ульм, Німеччина                | Ліхтенштейн | 1-1     | 3-1       | Товариський          |
| 5 | 2 червня 2007  | Австралія, Сідней, Австралія                 | Уругвай     | 1-0     | 1-2       | Товариський          |
| 6 | 23 травня 2008 | Футбольний стадіон Сідней, Сідней, Австралія | Гана        | 1-0     | 1-0       | Товариський          |
| 7 | 19 серпня 2008 | Лофтус Роуд, Лондон, Англія                  | ПАР         | 1-1     | 2-2       | Товариський          |
| 8 | 10 червня 2009 | Австралія, Сідней, Австралія                 | Бахрейн     | 1-0     | 2-0       | кв. ЧС 2010          |

## Досягнення

### Сідней Юнайтед
- НФЛ Майнор Прем'єршип
  -  Чемпіон (1): 1999

### Базель
- Суперліга (Швейцарія)
  -  Чемпіон (1): 2004/05
  -  Срібний призер (2): 2005/06, 2006/07

- Кубок Швейцарії
  -  Володар (1): 2007

### Перт Глорі
- Клубна Золота Бутса: 2010

### Сентрал-Кост Марінерс
- A-Ліга
  -  Чемпіон (1): 2013

### Міжнародні
- Переможець Молодіжного чемпіонату ОФК: 1998

- Кубок конфедерацій
  -  Бронзовий призер (1): 2001

- Кубок націй ОФК
  -  Володар (1): 2004